# Мельничук Олег Михайлович
Оле́г Миха́йлович Мельничу́к (26 травня 1995, Сміла, Черкаська область, Україна) — український військовий моряк, старшина I статті Військово-Морських Сил ЗС України, командир рейдового буксира «Яни Капу» (станом на 2018 рік), учасник російсько-української війни.

## Життєпис
Олег Мельничук народився у Смілі, що на Черкащині. Навчався у місцевій школі № 5. Після закінчення вступив до професійного ліцею в Черкасах. Батьки хлопця були в розлученні, батько працював зварювальником на комунальному підприємстві «Водгео». Після навчання у ліцеї Олег потрапив до лав Збройних сил України. По закінченні у 2014 році строкової служби уклав контракт, обравши кар'єру військового. У 2015 році вступив до Відділення військової підготовки Морехідного коледжу технічного флоту Національного університету «Одеська морська академія» на спеціальність Кораблеводіння. За період навчання у Відділенні військової підготовки з 2015 по 2018 рік отримав військове звання «старший матрос» та займав посаду командира відділення. Після випуску 10.03.2018 року отримав військове звання «старшина 2 статті», диплом молодшого спеціаліста за кваліфікацією «Штурман» та був призначений командиром рейдового буксира «Яни Капу».
25 листопада 2018 року катери «Бердянськ» та «Нікополь», а також буксир «Яни Капу» здійснювали плановий перехід з Одеси до Маріуполя. Під час переходу українські кораблі зазнали нападу з боку прикордонних сил Російської Федерації, внаслідок чого судно під командуванням Мельничука було взяте на таран російським катером «Дон», а «Бердянськ» пошкоджено артилерійським вогнем, в результаті чого майже вся команда катера отримала поранення і не змогла чинити опір агресору при штурмі. Разом з іншими полоненими моряками був доправлений спочатку до Керчі, а згодом до Білогірського ізолятору. Адвокатом Мельничука став відомий кримський правник Едем Семедляєв. Під час судового процесу, що відбувся 28 листопада, капітан «Яни Капу» попросив надати йому перекладача, заявивши, що не розуміє російської і буде відповідати на питання виключно українською. Олег Мельничук не визнав власної провини та зазначив, що готовий відстоювати свою невинність будь-де. Незважаючи на це, суд обрав йому запобіжний захід у вигляді двох місяців утримання під вартою.

## Нагороди та відзнаки
- Орден «За мужність» III ступеня (3 квітня 2019) — за особисту мужність і самовіддані дії, виявлені під час виконання військового обов'язку, вірність Українському народові і військовій присязі[3][4].